# بوب إيرل
بوب إيرل (بالإنجليزية: Bob Earl)‏ هو سائق سيارة سباق ومهندس أمريكي، ولد في 13 يناير 1950.

## وصلات خارجية
- بوب إيرل على موقع DriverDB.com (الإنجليزية)